# 拉日蒙
拉日蒙（法語：La Gimond，法語發音：[la ʒimɔ̃]）是法国卢瓦尔省的一个市镇，位于该省东南部，属于蒙布里松区。

## 地理
拉日蒙（45°33'25"N, 4°24'36"E）面积3.37 平方千米，位于法国奥弗涅-罗讷-阿尔卑斯大区卢瓦尔省，该省份为法国中南部省份，北起顺时针与索恩-卢瓦尔省、罗讷省、伊泽尔省、阿尔代什省、上盧瓦爾省、多姆山省和阿列省接壤。
与拉日蒙接壤的市镇（或旧市镇、城区）包括：阿韦济约、舍夫里耶尔、丰塔内斯、圣埃昂。

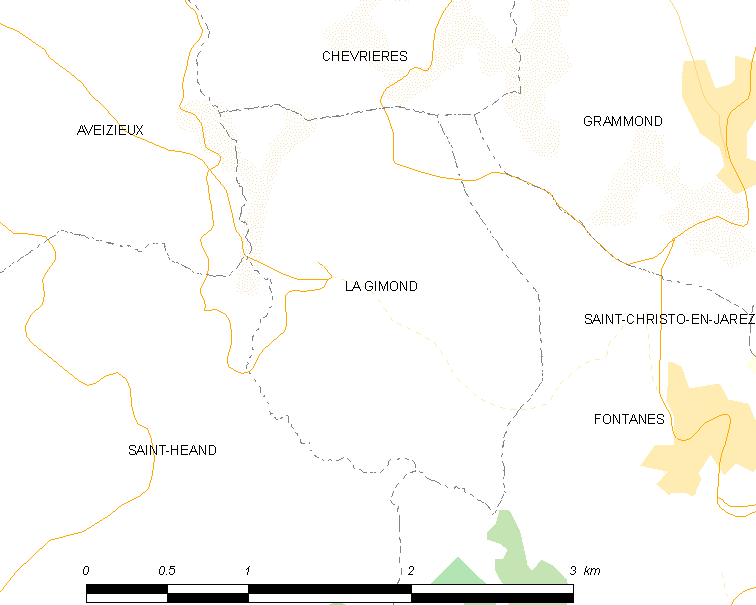
拉日蒙的OSM定位图

拉日蒙的时区为UTC+01:00、UTC+02:00（夏令时）。

## 行政
拉日蒙的邮政编码为42140，INSEE市镇编码为42100。

## 政治
拉日蒙所属的省级选区为弗尔县。

## 人口

1962-2008年间拉日蒙人口变化图示

拉日蒙于2022年1月1日时的人口数量为278人。